# Bwamu laa
Le bwamu laa est une langue du sous-groupe des langues bwa du groupe de langues gur, et est parlée au Burkina Faso.

## Écriture
| a | b | ɓ | c | d | e | ɛ | f | h | i | k | kh | l | m | n | ɲ | o | ɔ | p | r | s | t | u | v | w | y | z |

Les voyelles nasalisées sont indiquées à l’aide du tilde : ‹ ɛ̃ ĩ ũ ›.
Les tons sont indiqués à l’aide de l’accent aigu pour le ton haut, l’accent grave pour le ton bas.